# Chironax melanocephalus
Chironax melanocephalus es una especie de murciélago de la familia Pteropodidae.

## Distribución geográfica
Se encuentra en Tailandia, oeste de Malasia, Borneo, Sumatra, Java, Nías y Célebes.

## Subespecies
Se reconocen como válidas las siguientes subespecies:
- Chironax melanocephalus melanocephalus (Temminck, 1825)
- Chironax melanocephalus tumulus Bergmans & Rozendaal, 1988